# Liste der denkmalgeschützten Objekte in Mieming
Die Liste der denkmalgeschützten Objekte in Mieming enthält die 28 denkmalgeschützten, unbeweglichen Objekte der Tiroler Gemeinde Mieming.

## Denkmäler
| Foto |                 | Denkmal                                                                                              | Standort                                          | Beschreibung | Metadaten |
| ---- | --------------- | --- | ------------------------------------------------- | --- | --- |
| ja   | Datei hochladen | Ortskapelle, Tabland und Zein HERIS-ID: 17153 Objekt-ID: 13427 TKK: 20398                            | bei Angerweg 1 Standort KG: Mieming               | Barockkapelle mit Flachtonnengewölbe und Marienfigur aus dem 15. Jahrhundert | BDA-Hist.: Q37834838 Status: § 2a Stand der BDA-Liste: 2025-06-30 Name: Ortskapelle, Tabland und Zein GstNr.: 10554                                                |
| ja   | Datei hochladen | Kath. Pfarrkirche Hl. Dreifaltigkeit in Barwies HERIS-ID: 17124 Objekt-ID: 13398 TKK: 20701          | bei Barwies 252 Standort KG: Mieming              | Der Kirchenbau wurde 1617 vom Erzherzog Karl und seiner Frau Sybilla gestiftet und 1698 geweiht. Die Kirche wurde 1967 zur Pfarrkirche erhoben. | BDA-Hist.: Q20191158 Status: § 2a Stand der BDA-Liste: 2025-06-30 Name: Kath. Pfarrkirche Hl. Dreifaltigkeit in Barwies GstNr.: .199 Holy Trinity Church (Barwies) |
| ja   | Datei hochladen | Ansitz Freundsheim HERIS-ID: 17136 Objekt-ID: 13410 TKK: 20477, 20434, 20433                         | Barwies 352 Standort KG: Mieming                  | 1769 bezeichneter ehemaliger Meierhof mit Fassadenmalerei Maria vom guten Rat | BDA-Hist.: Q37834587 Status: Bescheid Stand der BDA-Liste: 2025-06-30 Name: Ansitz Freundsheim GstNr.: .227/1, .227/6, .227/7                                      |
| ja   | Datei hochladen | Wegkapelle beim Ansitz Freundsheim HERIS-ID: 17151 Objekt-ID: 13425 TKK: 20404                       | bei Barwies 352 Standort KG: Mieming              | Barocke Wegkapelle mit Kreuzgratgewölbe | BDA-Hist.: Q37834819 Status: Bescheid Stand der BDA-Liste: 2025-06-30 Name: Wegkapelle beim Ansitz Freundsheim GstNr.: .227/6 Wegkapelle beim Ansitz Freundsheim   |
| ja   | Datei hochladen | Wegkapelle hl. Johannes Nepomuk in Lehnbach HERIS-ID: 17140 Objekt-ID: 13414 TKK: 20400              | bei Feuerwehrweg 1 Standort KG: Mieming           | Nischenbildstock mit barocker Figur aus dem 18. Jahrhundert. | BDA-Hist.: Q37834645 Status: § 2a Stand der BDA-Liste: 2025-06-30 Name: Wegkapelle hl. Johannes Nepomuk in Lehnbach GstNr.: 3669/1                                 |
| ja   | Datei hochladen | Ortskapelle Fiecht HERIS-ID: 17125 Objekt-ID: 13399 TKK: 20394                                       | gegenüber Fiecht 72b Standort KG: Mieming         | Die barocke Kapelle mit hölzernem Dachreiter mit Zwiebelhaube beherbergt einen Altar aus der ersten Hälfte des 18. Jahrhunderts. Das Fassadenfresko des hl. Pankratius an der Nordseite wurde 1978 von Ernst Schroffenegger geschaffen. | BDA-Hist.: Q37834344 Status: § 2a Stand der BDA-Liste: 2025-06-30 Name: Ortskapelle Fiecht GstNr.: 11035                                                           |
| ja   | Datei hochladen | Ortskapelle Fronhausen HERIS-ID: 17130 Objekt-ID: 13404 TKK: 20405                                   | Fronhausen 380, in der Nähe Standort KG: Mieming  | Die Barockkapelle zeigt Fresken in Medaillons aus dem ausgehenden 18. Jahrhundert, die entweder Josef Degenhart oder Josef Anton Puellacher zugeschrieben werden. | BDA-Hist.: Q37834461 Status: § 2a Stand der BDA-Liste: 2025-06-30 Name: Ortskapelle Fronhausen GstNr.: 10265                                                       |
| ja   | Datei hochladen | Bauernhaus HERIS-ID: 17131 Objekt-ID: 13405 TKK: 20437, 20478                                        | Fronhausen 382 Standort KG: Mieming               | Zweigeschoßiges Gebäude mit Inschrift von 1463 | BDA-Hist.: Q37834478 Status: Bescheid Stand der BDA-Liste: 2025-06-30 Name: Bauernhaus GstNr.: 10258                                                               |
| ja   | Datei hochladen | Bauernhaus HERIS-ID: 17132 Objekt-ID: 13406 TKK: 20440                                               | Fronhausen 391 Standort KG: Mieming               | Der quergeteilte, zweigeschoßige, geschoßweise materiell geteilte Einhof mit Satteldach stammt im Kern aus der Zeit um 1500 und wurde im 19. Jahrhundert umgebaut. Der Wohnteil ist mit der Giebelfassade nach Norden zur Straße orientiert und an der Nordwestecke durch einen starken Mauerpfeiler unterstützt. Beide Wohneinheiten sind straßenseitig über einen Mittelflur erschlossen, der Zugang zum Obergeschoß erfolgt über eine hölzerne Freitreppe. An der Eingangsfassade befindet sich ein barockzeitlicher Bundwerkgiebel. Das ursprüngliche Rundbogenportal im Erdgeschoß ist vermauert, die spätgotischen Fensteröffnungen mit abgefastem Gewände und Durchsteckgitter sind erhalten. Der im Südosten anschließende Wirtschaftsteil besteht aus einem gemauerten Stall und einer in Ständerbauweise aufgeführten Heulege. Im Inneren weist der ebenerdige Flur ein Tonnengewölbe und Stichkappen auf, die Küche ist ebenfalls gewölbt. Die Kellerräume sind mit abgefasten, rundbogigen Eingängen und Tonnengewölben versehen. | BDA-Hist.: Q37834501 Status: Bescheid Stand der BDA-Liste: 2025-06-30 Name: Bauernhaus GstNr.: 10343                                                               |
| ja   | Datei hochladen | Bauernhaus, Beim Jud HERIS-ID: 17134 Objekt-ID: 13408 TKK: 20436                                     | Krebsbach 370 Standort KG: Mieming                | Der quergeteilte, zweigeschoßige Einhof mit Satteldach stammt im Kern aus dem 18. Jahrhundert. Der Wohnteil in der südöstlichen Gebäudehälfte ist gemauert mit giebelseitig erschlossenem Mittelflurgrundriss und barockem Bundwerkgiebel an der Eingangsfassade. Zwischen den Fenstern des Obergeschoßes befinden sich spätbarocke Freskomedaillons aus der Zeit um 1780, die die hl. Dreifaltigkeit und das Gnadenbild von Maria Waldrast zeigen und Josef Anton Puellacher zugeschrieben werden. Der in Firstrichtung anschließende Wirtschaftsteil ist über dem gemauerten Stallgeschoß in Holzbauweise gezimmert. Die Heulege ist giebelseitig über eine Rampe befahrbar. Im Inneren hat sich ein Stichkappengewölbe in der Küche erhalten. | BDA-Hist.: Q37834544 Status: Bescheid Stand der BDA-Liste: 2025-06-30 Name: Bauernhaus, Beim Jud GstNr.: 10274                                                     |
| ja   | Datei hochladen | Kapelle Krebsbach HERIS-ID: 17133 Objekt-ID: 13407 TKK: 20403                                        | südöstlich Krebsbach 377 Standort KG: Mieming     | Die Kapelle zum hl. Kreuz wurde 1967 anstelle eines Vorgängerbaus nach Plänen von Jakob Walcher erbaut. Der Mauerbau hat eine breite Rundbogenöffnung im Nordwesten und ein steiles Satteldach, das zum Giebel im Südwesten ansteigt. An der hohen Wandfläche im Südwesten befindet sich ein Keramikmosaik des hl. Christophorus von Max Spielmann. | BDA-Hist.: Q37834521 Status: § 2a Stand der BDA-Liste: 2025-06-30 Name: Kapelle Krebsbach GstNr.: 10331 Kapelle Krebsbach                                          |
| ja   | Datei hochladen | Kath. Filialkirche hl. Georg und Kirchhof in Obermieming HERIS-ID: 17135 Objekt-ID: 13409 TKK: 20702 | Obermieming 121, in der Nähe Standort KG: Mieming | In der zweiten Hälfte des 17. Jahrhunderts errichtete barocke Kirche mit gotischen Nachklängen. | BDA-Hist.: Q23541650 Status: § 2a Stand der BDA-Liste: 2025-06-30 Name: Kath. Filialkirche hl. Georg und Kirchhof in Obermieming GstNr.: .85                       |
| ja   | Datei hochladen | Ortskapelle hl. Josef in Obermieming HERIS-ID: 17138 Objekt-ID: 13412 TKK: 20399                     | gegenüber Obermieming 149 Standort KG: Mieming    | Die einjochige gemauerte Kapelle mit dreiseitigem Chorschluss und geschwungenem Fassadengiebel stammt aus der Mitte des 18. Jahrhunderts. Am schindelgedeckten Satteldach befindet sich ein hölzerner Dachreiter mit Zwiebelhelm. Das Rundbogenportal an der südlichen Eingangsfassade wird von drei runden Oculi flankiert. Die Fassaden sind durch gemalte Eckpilaster und Gesimse gegliedert. Im Giebelfeld befindet sich ein Fresko des hl. Josef. Das Innere ist mit einem Stichkappengewölbe und einem Deckenfresko des hl. Bartholomäus versehen. | BDA-Hist.: Q37834607 Status: § 2a Stand der BDA-Liste: 2025-06-30 Name: Ortskapelle hl. Josef in Obermieming GstNr.: .135                                          |
| ja   | Datei hochladen | Kapelle Lehnsteig HERIS-ID: 17141 Objekt-ID: 13415 TKK: 20402                                        | Obermieming 166, in der Nähe Standort KG: Mieming | Barocke Kapelle mit Altarbild Gang der Heiligen Familie über das Gebirge | BDA-Hist.: Q37834667 Status: § 2a Stand der BDA-Liste: 2025-06-30 Name: Kapelle Lehnsteig GstNr.: .162                                                             |
| ja   | Datei hochladen | Mariahilfkapelle in See HERIS-ID: 17143 TKK: 20397seit 2021                                          | bei See 86a Standort KG: Mieming                  | Die gemauerte, turmlose Kapelle aus der ersten Hälfte des 19. Jahrhunderts hat einen dreiseitigen Chorschluss und ein Satteldach, sie befindet sich an einem Feldweg in freier Lage nördlich von See. Das Segmentbogenportal an der südöstlichen Eingangsfassade ist von drei kreisrunden Oculi flankiert. Traufseitig hat die Kapelle je ein segmentbogig geschlossenes Fenster. Im Inneren Kreuzgewölbe. Die architektonische Strukturierung erfolgt durch eine bauzeitliche, gemalte Gliederung mit einer Sockelzone in Form von marmorierten Feldern, gemalten Faschen um die Tür- und Fensteröffnungen und einfachen Ranken entlang der Stichkappen. | BDA-Hist.: Q96806957 Status: Bescheid Stand der BDA-Liste: 2025-06-30 Name: Mariahilfkapelle in See GstNr.: 10611/2                                                |
| ja   | Datei hochladen | Ortskapelle See HERIS-ID: 17142 Objekt-ID: 13416 TKK: 20396                                          | bei See 90a Standort KG: Mieming                  | Barocke Kapelle mit Reliquienbüsten aus dem 18. Jahrhundert. | BDA-Hist.: Q37834685 Status: § 2a Stand der BDA-Liste: 2025-06-30 Name: Ortskapelle See GstNr.: 10595                                                              |
| ja   | Datei hochladen | Altersheim mit Wirtschaftsgebäude HERIS-ID: 17147 Objekt-ID: 13421 TKK: 20460                        | Untermieming 6 Standort KG: Mieming               | Zweigeschoßiges barockes Gebäude mit Sonnenuhr und Bezeichnung von 1736 | BDA-Hist.: Q37834749 Status: § 2a Stand der BDA-Liste: 2025-06-30 Name: Altersheim mit Wirtschaftsgebäude GstNr.: 10892                                            |
| ja   | Datei hochladen | Mesnerhaus Untermieming HERIS-ID: 17154 Objekt-ID: 13428 TKK: 20463                                  | Untermieming 11 Standort KG: Mieming              | Das ehemalige Schulgebäude und Mesnerhaus ist ein zweigeschoßiger Mauerbau mit Satteldach aus dem 18. Jahrhundert. Es ist mit der südlichen Giebelfassade zur Straße orientiert und über einen Mittelflur erschlossen. Das Portal weist ein abgefastes Rundbogengewände auf, die Fenster barock ausgerundete Hohlkehlen im Sturzbereich. Im Inneren hat sich die Küche mit Stichkappengewölbe erhalten. | BDA-Hist.: Q37834856 Status: § 2a Stand der BDA-Liste: 2025-06-30 Name: Mesnerhaus Untermieming GstNr.: 10890 Mesnerhaus Untermieming                              |
| ja   | Datei hochladen | Frühmesswidum HERIS-ID: 17148 Objekt-ID: 13422 TKK: 20464                                            | Untermieming 13 Standort KG: Mieming              | Spätgotisches Gebäude mit Erkern | BDA-Hist.: Q37834768 Status: § 2a Stand der BDA-Liste: 2025-06-30 Name: Frühmesswidum GstNr.: 10887                                                                |
| ja   | Datei hochladen | Widum HERIS-ID: 17149 Objekt-ID: 13423 TKK: 20705                                                    | Untermieming 18 Standort KG: Mieming              | Barockes Gebäude mit Fresko des heiligen Thomas, bezeichnet 1896 | BDA-Hist.: Q37834783 Status: § 2a Stand der BDA-Liste: 2025-06-30 Name: Widum GstNr.: 10880 Widum Untermieming                                                     |
| ja   | Datei hochladen | Kath. Pfarrkirche Maria Himmelfahrt HERIS-ID: 17145 Objekt-ID: 13419 TKK: 20700                      | Untermieming 19 Standort KG: Mieming              | 1890/91 neu erbaute neugotische Kirche mit 1498 bezeichnetem spätgotischen Nordturm | BDA-Hist.: Q22666118 Status: § 2a Stand der BDA-Liste: 2025-06-30 Name: Kath. Pfarrkirche Maria Himmelfahrt GstNr.: 10879 Pfarrkirche Untermieming                 |
| ja   | Datei hochladen | Friedhof HERIS-ID: 17146 Objekt-ID: 13420 TKK: 20710, 20704                                          | Untermieming 19 Standort KG: Mieming              | Der Friedhof umgibt die Kirche. In die Friedhofsmauer eingebunden sind zwei neugotische, gemauerte Nischenbildstöcke mit Satteldach und spitzem Blendgiebel von 1890/91. Die Bilder in den Nischen zeigen Christus am Ölberg und den auferstandenen Christus in der Mandorla. | BDA-Hist.: Q37834733 Status: § 2a Stand der BDA-Liste: 2025-06-30 Name: Friedhof GstNr.: 10879 Friedhof Untermieming                                               |
| ja   | Datei hochladen | Friedhofskapelle HERIS-ID: 26145 Objekt-ID: 22607 TKK: 20706                                         | Untermieming 19 Standort KG: Mieming              | Die barocke Friedhofskapelle mit dreiseitigem Chorschluss wurde inschriftlich 1772 erbaut und 1952 zur Kriegergedächtniskapelle umgestaltet. Die Westfassade mit geschweiftem Giebel ist mit reicher Architekturmalerei versehen, das Fresko im Giebelfeld von Martin Randolf von 1772 zeigt eine Uhr mit Totentanz, Tod des hl. Josef, Ecclesia und Tod. In der Mittelachse befindet sich ein Rundbogenportal mit barockem Schmiedeeisengitter, flankiert von je einem dreipassförmigem Fenster. Das Innere der Kapelle ist von einer Flachkuppel überwölbt, die Deckenmalerei Auferstehung Christi wurde 1959 von Wolfram Köberl geschaffen. | BDA-Hist.: Q37899764 Status: § 2a Stand der BDA-Liste: 2025-06-30 Name: Friedhofskapelle GstNr.: 10879 Friedhof Untermieming                                       |
| BW   | Datei hochladen | Einhof ehem. Huisler/Luisner HERIS-ID: 17152 TKK: 20468seit 2021                                     | Untermieming 38 Standort KG: Mieming              | Der quergeteilte, zweigeschoßige Einhof mit Satteldach wurde vor 1775 materiell geteilt. Der Baukern stammt vermutlich aus dem frühen 18. Jahrhundert mit Bauinschrift von 1714. Die Fassadenfresken entstanden um 1770 und werden Nikolaus Schneider (gest. 1840) zugeschrieben. Der Wirtschaftsteil wurde um 1900 nach Norden erweitert. Der Wohnteil in der südlichen Gebäudehälfte ist zur Gänze gemauert, die beiden Wohneinheiten sind geschoßweise getrennt und giebelseitig von Süden jeweils über einen Mittelflur erschlossen. Der Hauseingang im Obergeschoß ist über eine hölzerne Freitreppe erschlossen. An der Eingangsfassade ein Bundwerkgiebel mit vorgelagertem Giebelsöller, inschriftlich mit 1714 datiert. Die Fassadenfresken zwischen den Fensterachsen des Obergeschoßes zeigen Maria vom Guten Rat, den hl. Aloisius, eine Ölbergszene und einen Haussegensspruch. Im Inneren die beiden Küchen mit Stichkappengewölbe.                                                                                             | BDA-Hist.: Q107705987 Status: Bescheid Stand der BDA-Liste: 2025-06-30 Name: Einhof ehem. Huisler/Luisner GstNr.: 10940                                            |
| ja   | Datei hochladen | Wegkapelle hl. Johannes Nepomuk in Untermieming HERIS-ID: 17139 Objekt-ID: 13413 TKK: 20401          | nördlich Untermieming 52a Standort KG: Mieming    | Nischenbildstock mit Barockfigur aus dem 18. Jahrhundert | BDA-Hist.: Q37834627 Status: Bescheid Stand der BDA-Liste: 2025-06-30 Name: Wegkapelle hl. Johannes Nepomuk in Untermieming GstNr.: 9558/2                         |
| ja   | Datei hochladen | Brunnigkapelle/Streichenkapelle HERIS-ID: 17159 Objekt-ID: 13433 TKK: 19642                          | Standort KG: Mieming                              | Barockkapelle aus dem 17. Jahrhundert mit Blattstuck Anmerkung: Beschreibung im DEHIO bei PG Mötz | BDA-Hist.: Q37834937 Status: § 2a Stand der BDA-Liste: 2025-06-30 Name: Brunnigkapelle/Streichenkapelle GstNr.: 10490 Brunnigkapelle/Streichenkapelle              |
| ja   | Datei hochladen | Kreuzkapelle in Untermieming HERIS-ID: 17150 Objekt-ID: 13424 TKK: 20391                             | Untermieming 27, gegenüber Standort KG: Mieming   | Die Barockkapelle mit Vorlaube auf Pfeilern stammt aus dem 18. Jahrhundert. Die Fresken stammen von Josef Degenhart (inschriftlich 1777). | BDA-Hist.: Q37834803 Status: Bescheid Stand der BDA-Liste: 2025-06-30 Name: Kreuzkapelle in Untermieming GstNr.: 10870                                             |
| ja   | Datei hochladen | Fußgängerbrücke HERIS-ID: 95879 Objekt-ID: 111259 TKK: 115651                                        | Standort KG: Mieming                              | Die Hängebrücke für Fußgänger wurde 1935 gebaut. Sie verbindet Mieming mit Stams über den Inn. | BDA-Hist.: Q64026653 Status: § 2a Stand der BDA-Liste: 2025-06-30 Name: Fußgängerbrücke GstNr.: 9714/4, 9565/2 Stamser Steg                                        |